# Лумініца (Констанца)
Лумініца (рум. Luminița) — село у повіті Констанца в Румунії. Входить до складу комуни Корбу.
Село розташоване на відстані 201 км на схід від Бухареста, 21 км на північ від Констанци, 127 км на південь від Галаца.

## Населення
За даними перепису населення 2002 року у селі проживали 86 осіб.
Національний склад населення села:
| Національність | Кількість осіб | Відсоток |
| -------------- | -------------- | -------- |
| румуни         | 77             | 89,5%    |
| татари         | 8              | 9,3%     |

Рідною мовою назвали:
| Мова      | Кількість осіб | Відсоток |
| --------- | -------------- | -------- |
| румунська | 78             | 90,7%    |
| татарська | 8              | 9,3%     |